# Rumst
Rumst è un comune belga di 14 650 abitanti nelle Fiandre (Provincia di Anversa).

## Suddivisioni
Il comune è costituito dai seguenti distretti:
- Rumst
- Reet
- Terhagen